# ニューヨーク 最後の日々
『ニューヨーク 最後の日々』（原題: People I Know）は、2002年のアメリカ映画。

## ストーリー
ニューヨークで長年パブリストとして活躍してきたイーライ。だが、彼は心身ともに疲れきってしまい、今では薬漬けの日々を送っていた。そんなある日、クライアントが難民救済イベントの企画を彼に依頼してくる。イーライはこれを自身の最後の仕事とし、ついに引退を決意するのだった。最後の仕事を成功させるため奔走するが、そこへ新たな依頼が舞い込んでくる。それはクライアントの愛人である女優が暴行容疑で逮捕されたというスキャンダルをもみ消すというものだった。渋々この依頼を引き受けるイーライだったが、次第に彼は事件に隠された闇に飲み込まれていく。

## キャスト
※括弧内は日本語吹き替え
- イーライ・ウーマン - アル・パチーノ（山路和弘）
- ビクトリア・グレイ - キム・ベイシンガー（山像かおり）
- ケアリー・ローナー - ライアン・オニール（田中正彦）
- ジリー・ホッパー - ティア・レオーニ（林真里花）
- エリオット・シャランスキー - リチャード・シフ（石塚運昇）